# Quốc hội Cộng hòa Ireland
Quốc hội Cộng hòa Ireland (Oireachtas, /ˈɛrəktəs/ EH-rək-təs, tiếng Ireland: [ˈɛɾʲaxt̪ˠəsˠ]) là cơ quan lập pháp lưỡng viện của Cộng hòa Ireland. Quốc hội gồm tổng thống Ireland và hai viện của Quốc hội (tiếng Ireland: Tithe an Oireachtais) là Hạ viện và Thượng viện.
Trụ sở Quốc hội là Phủ Leinster ở Dublin, một cung điện công tước được xây dựng vào thế kỷ 18. Hạ viện là viện có nhiều quyền lực hơn của Quốc hội.

## Từ nguyên
Từ oireachtas bắt nguồn từ từ tiếng Ireland airecht/oireacht ("hội đồng thảo luận của những người tự do; hội đồng của những người tự do"), về cơ bản bắt nguồn từ từ airig ("người tự do"). Từ này được sử dụng lần đầu tiên làm tên của cơ quan lập pháp Nhà nước Tự do Ireland.

## Cơ cấu tổ chức
Hạ viện gồm 160 hạ nghị sĩ được bầu trực tiếp theo chế độ phổ thông đầu phiếu. Công dân Ireland đang cư trú tại Ireland và đủ mười tám tuổi trở lên có quyền bầu cử, người nước ngoài cũng có thể được trao quyền bầu cử theo quy định pháp luật, hiện tại được áp dụng cho công dân Anh. Nhiệm kỳ của Hạ viện tối đa là năm năm nhưng Hạ viện có thể bị tổng thống giải tán bất cứ lúc nào theo yêu cầu của thủ tướng. Bầu cử Hạ viện được tổ chức theo hệ thống đầu phiếu đại diện tỷ lệ một phiếu bầu có thể chuyển nhượng.
Thượng viện gồm 60 thượng nghị sĩ: 43 thượng nghị sĩ được các hội đồng địa phương bầu ra, 11 thượng nghị sĩ được thủ tướng bổ nhiệm và sáu thượng nghị sĩ được khu vực bầu cử trường đại học bầu ra.
Tổng thống được bầu trực tiếp. Nhiệm kỳ của tổng thống là bảy năm. Không ai được giữ chức vụ tổng thống quá hai nhiệm kỳ. Trong trường hợp chỉ có một ứng cử viên tổng thống thì sẽ không tổ chức bầu cử và ứng cử viên sẽ được coi là đã trúng cử khi quá trình đề cử kết thúc.

## Vai trò
Một dự luật phải được Hạ viện và Thượng viện thông qua trong hầu hết các trường hợp, tuy Hạ viện có thể bác bỏ quyết định từ chối thông qua dự luật của Thượng viện, sau đó được tổng thống ký ban hành, thì mới trở thành luật. Dự thảo sửa đổi hiến pháp phải được phê chuẩn trong một cuộc trưng cầu ý dân trước khi trình tổng thống ký ban hành. Trong hầu hết các trường hợp, tổng thống phải ký tất cả các luật được Quốc hội thông qua nhưng tổng thống có quyền trình hầu hết các dự luật lên Tòa án tối cao xem xét về tính hợp hiến. Trên thực tế, Thượng viện chỉ có thể trì hoãn chứ không phải phủ quyết dự luật, nên Hạ viện là cơ quan nắm quyền lập pháp cao nhất của Ireland.

### Quyền hạn
Quốc hội có những quyền hạn sau đây:
- Làm luật (Hạ viện có quyền phê duyệt nghị quyết tài chính về ngân sách nhà nước). Tòa án[6] đã cho phép Quốc hội chuyển giao một phần quyền lập pháp cho những cơ quan khác, như bộ trưởng Chính phủ.
- Thành lập các cơ quan lập pháp cấp dưới.
- Sửa đổi hiến pháp (dự thảo sửa đổi hiến pháp phải được trình trước Hạ viện trước). Sửa đổi hiến pháp phải được đưa ra trưng cầu ý dân.
- Xây dựng lực lượng vũ trang.
- Nội luật hóa phép các điều ước quốc tế.
- Thông qua một số luật có hiệu lực ngoài lãnh thổ (theo thông lệ tương tự của những quốc gia khác).
- Ban hành những luật mà Quốc hội cho là cần thiết khi có tình trạng khẩn cấp.

### Giới hạn
- Luật của Quốc hội trái với hiến pháp thì không có hiệu lực.
- Trong trường hợp luật của Quốc hội xung đột với luật của Liên minh châu Âu thì ưu tiên luật của Liên minh châu Âu, giống như tình hình chung trên khắp Liên minh châu Âu.
- Luật của Quốc hội không được áp dụng hồi tố.
- Luật của Quốc hội không được áp dụng hình phạt tử hình, ngay cả trong tình trạng khẩn cấp.

## Ủy ban
Quốc hội có 15 ủy ban liên hợp gồm những hạ nghị sĩ và thượng nghị sĩ. Ủy ban liên hợp của Quốc hội gồm:
- Ủy ban liên hợp về Nông nghiệp và Hàng hải
- Ủy ban liên hợp về Trẻ em, Khuyết tật, Bình đẳng và Hội nhập
- Ủy ban liên hợp về Hành động khí hậu
- Ủy ban liên hợp về Giáo dục, Giáo dục đại học và sau đại học, Nghiên cứu, Đổi mới và Khoa học
- Ủy ban liên hợp về Doanh nghiệp, Thương mại và Việc làm
- Ủy ban liên hợp về các vấn đề Liên minh châu Âu
- Ủy ban liên hợp về Tài chính, Chi tiêu công, Cải cách, và Thủ tướng
- Ủy ban liên hợp về Ngoại giao và Quốc phòng
- Ủy ban liên hợp về Y tế
- Ủy ban liên hợp về Nhà ở, Chính quyền địa phương và Di sản
- Ủy ban liên hợp về việc thực hiện Hiệp ước thứ Sáu Tuần thánh
- Ủy ban liên hợp về Tư pháp
- Ủy ban liên hợp về Truyền thông đại chúng, Du lịch, Nghệ thuật, Văn hóa, Thể thao và Gaeltacht
- Ủy ban liên hợp về Bảo vệ xã hội, Cộng đồng và Phát triển nông thôn và các đảo
- Ủy ban liên hợp về Mạng lưới giao thông và Truyền thông
- Tổ công tác các chủ nhiệm Ủy ban

## Lịch sử
Oireachtas là tên gọi của hai cơ quan lập pháp trong lịch sử Ireland: Quốc hội hiện tại của Cộng hòa Ireland từ năm 1937 và Quốc hội Nhà nước Tự do Ireland từ năm 1922 đến năm 1937.
Cơ quan lập pháp đầu tiên ở Ireland là Nghị viện Ireland, được thành lập vào thế kỷ 13 như cơ quan lập pháp cao nhất của Lãnh địa Ireland. Nghị viện Ireland quản lý những lãnh thổ Ireland do Anh cai trị, lúc đầu chỉ là Dublin và những thành phố xung quanh nhưng sau đó mở rộng ra toàn bộ hòn đảo. Nghị viện Ireland gồm quốc vương Anh trên cương vị quốc vương Ireland, Viện Quý tộc và Viện Thứ dân. Từ khi Luật Poynings được ban hành vào năm 1494 cho đến khi luật này bị bãi bỏ vào năm 1782, Nghị viện Ireland lệ thuộc Quốc hội Anh và sau đó là Quốc hội Vương quốc Anh. Năm 1800, Nghị viện Ireland thông qua Luật Liên hiệp, tự bãi bỏ chính mình để thống nhất với Vương quốc Đại Anh.
Cơ quan lập pháp tiếp theo ở Ireland được phe cộng hòa Ireland thành lập vào năm 1919, gồm một viện được gọi là Dáil Éireann. Cơ quan này về cơ bản là cơ quan lập pháp cho toàn bộ đảo Ireland. Năm 1920, chính phủ Anh thành lập một cơ quan lập pháp tự quản gọi là Nghị viện Nam Ireland song song với Dáil, gồm Quốc vương, Hạ viện và Thượng viện. Tuy nhiên, Nghị viện Nam Ireland bị hầu hết các chính trị gia Ireland tẩy chay. Nghị viện Nam Ireland bị bãi bỏ vào năm 1922 sau khi Quốc hội được thành lập theo Hiến pháp Nhà nước Tự do Ireland.
Quốc hội Nhà nước Tự do Ireland chính thức gồm Quốc vương (do toàn quyền đại diện), Hạ viện và Thượng viện. Thượng viện Nhà nước Tự do Ireland bị bãi bỏ vào tháng 5 năm 1936 và vai trò của quốc vương bị bãi bỏ vào tháng 12 năm 1936. Quốc hội hiện tại được thành lập vào tháng 12 năm 1937 sau khi Hiến pháp Ireland được phê chuẩn trong một cuộc trưng cầu ý dân.

## Quyền đại diện của Bắc Ireland
Điều 3 Hiến pháp Ireland quy định "Quốc hội và chính phủ được thành lập theo hiến pháp này thực hiện quyền tài phán" đối với toàn bộ Ireland nhưng cũng quy định rằng cho đến khi "tái thống nhất lãnh thổ quốc gia", luật của Quốc hội sẽ không được áp dụng tại Bắc Ireland. Do đó, người dân Bắc Ireland không được bầu hạ nghị sĩ vào Hạ viện. Tuy kịch liệt phản đối việc chia cắt Ireland và được bầu ra từ khu vực bầu cử phía Bắc trong Dáil khóa I, Thủ tướng Éamon de Valera không ủng hộ phân bổ ghế trong Dáil cho Bắc Ireland với lý do rằng điều này sẽ vi phạm nguyên tắc "không đại biểu, không đóng thuế". Từ năm 1982, ít nhất một người từ Bắc Ireland đã được đưa vào danh sách 11 thượng nghị sĩ được thủ tướng bổ nhiệm sau hầu hết các cuộc bầu cử.